# Fjällägenhet

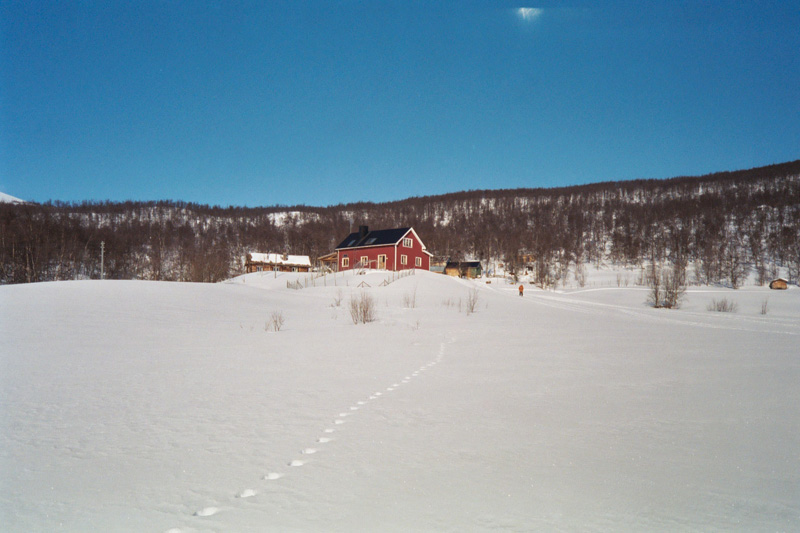
I Vardofjäll i Vilhelmina kommun finns en av få fjällägenheter där det fortfarande finns djur och där hö skördas på ängarna. Gården bebos av en familj och ligger i väglöst land vid övre Vojmån.

En fjällägenhet är en bosättning ovan odlingsgränsen i Norrbottens, Västerbottens och Jämtlands län, där svenska staten äger marken och de som bor på platsen äger bostadshus och andra byggnader. Benämningen fjällägenhet skapades via lagstiftning 1915, då man önskade reglera permanenta bosättningar i fjällområdena. Både samer och andra bröt nybyggen och skapade fjällägenheter. Många av nybyggena var före lagen 1915 olagliga.